# Triade de la femme sportive
La triade de la femme sportive, triade de l'athlète féminin, ou encore triade de la femme athlète, désigne des troubles du comportement alimentaire, des troubles du cycles menstruels et une diminution de la masse osseuse qui peuvent toucher les femmes pratiquant un sport à un niveau professionnel comme amateur,.
La dénomination déficit énergétique relatif dans le sport,  Relative Energy Deficiency in Sport (RED-S), est utilisée depuis 2014  pour y intégrer clairement le déficit énergétique et ne plus la restreindre  aux femmes.